# 阿尔旺站
阿尔旺站是法国的一个铁路车站，位于法国中部市镇布尔农克勒圣皮耶尔境内。

## 位置
阿尔旺站位于布尔农克勒圣皮耶尔的北部，圣日耳曼沟－尼姆铁路478.749公里处，同时也是菲雅克－阿尔旺铁路的终点站。距离克莱蒙费朗大约59公里。车站大致呈南北走向，开口朝西。
阿尔旺站是法国中央高原地区的一个重要铁路枢纽，该站所接发的列车可通达中央高原中南部的几乎所有省份。但由于这一地区人口不断减少，因此车次数量不多，一些线路亦有停运的可能。

## 设施
阿尔旺站设有人工售票窗口，其开放时间如下：
- 周一至周六：6:00~20:00
- 周日及节假日：7:00~20:00

此外，阿尔旺站站内还设有自动售票机等设施。

## 停靠线路
以下列车线路在阿尔旺站停靠：
| 阿尔旺站列车线路表       |            |                     |          |              |
| 线路                     | 车种       | 上一站              | 下一站   | 大致运行频率 |
| 克莱蒙费朗—贝济耶        | INTERCITÉS | 布拉萨克矿-圣弗洛琳 | 马西亚克 | 每天1趟      |
| 克莱蒙费朗—尼姆          | INTERCITÉS | 布拉萨克矿-圣弗洛琳 | 布里乌德 | 每天1趟      |
| 克莱蒙费朗—尼姆          | TER        | 布拉萨克矿-圣弗洛琳 | 布里乌德 | 每天1~2趟    |
| 克莱蒙费朗—勒皮          | TER        | 布拉萨克矿-圣弗洛琳 | 布里乌德 | 每天4趟左右  |
| 里永/克莱蒙费朗—布里乌德 | TER        | 布拉萨克矿-圣弗洛琳 | 布里乌德 | 每天10趟左右 |
| 克莱蒙费朗—图卢兹        | TER        | 布拉萨克矿-圣弗洛琳 | 马西亚克 | 每天1趟      |
| 克莱蒙费朗—欧里亚克      | TER        | 布拉萨克矿-圣弗洛琳 | 马西亚克 | 每天4趟左右  |
| 1. 2.                    |            |                     |          |              |

## 配套交通

### 长途客车
| 停靠阿尔旺站的大巴车 |                    | |
| 上下车地点           | 运营单位           | 主要线路及目的地 |
| 阿尔旺站附近         | 上卢瓦尔省城际客运 | - 13线：布拉萨克矿、圣弗洛琳、布里乌德 |
| 阿尔旺站门口         | SNCF Car TER       | - 26线：克莱蒙费朗、布里乌德、勒皮 - 65线：克莱蒙费朗、讷萨格、欧里亚克 - 80线：伊苏瓦尔、布拉萨克矿、布里乌德 - 当某条铁路线施工或罢工时，SNCF可能也会提供途径该线路沿途站点的大巴车 |
| 1. 2. 3.             |                    | |

### 市内交通
阿尔旺站附近暂无城市公共交通线路经过。

### 社会车辆
阿尔旺站门口可停靠社会车辆。

## 临近车站
| 阿尔旺站（Gare d'Arvant）      |                      |            |
| 上行车站                       | 线路                 | 下行车站   |
| 布拉萨克矿-圣弗洛琳站          | 圣日耳曼沟－尼姆铁路 | 布里乌德站 |
| 马西亚克站                     | 菲雅克－阿尔旺铁路   | （终点）   |
| - 本表仅显示运营中的线路及车站 |                      |            |